# Liste des ports en Haïti
Cet article liste des ports en Haïti.   

## Marchandises
| Port                   | Lieu           | Réf.  |
| ---------------------- | -------------- | ----- |
| Port de Port-au-Prince | Port-au-Prince | [ 1 ] |
| Port du Cap-Haïtien    | Cap-Haïtien    | [ 2 ] |
| Port des Gonaïves      | Les Gonaïves   |       |
| Port des Cayes         | Cayes          |       |
| Port de Jacmel         | Jacmel         |       |
| Port de Jérémie        | Jérémie        |       |
| Port de Fort-Liberte   | Fort-Liberte   |       |
| Port de Port-de-Paix   | Port-de-Paix   |       |
| Port de Saint-Marc     | Saint-Marc     |       |
| Port de Miragoâne      | Miragoâne      |       |
| Port de Corail         | Corail         |       |
| Port d'Anse-d'Ainault  | Anse-d'Ainault |       |
| Port de Petit-Goave    | Petit-Goave    |       |
| Port de Carries        | Arcahaie       | [ 3 ] |
| Port d'Anse-à-Galets   | Anse-à-Galets  | [ 4 ] |
| Port des Baradères     | Baradères      |       |
| Port de Port-à-Piment  | Port-à-Piment  |       |
| Port de Cite Soleil    | Cite Soleil    |       |
| Port de La Saline      | La Saline      | [ 5 ] |